# ウクライナの人権
ウクライナの人権は、ウクライナのすべての人々の基本的な権利に関わる。2017年から2022年まで、フリーダム・ハウスはウクライナに100点満点で60点から62点の評価を与え、「部分的に自由」と評価した。選挙プロセスの評価は概ね良好だが、汚職や適正手続きに問題がある。その後、2023年にロシアのウクライナ侵攻により戒厳令が発令され、労働法によって労働者や中小企業の法的保護の多くが取り消され、政府のメディア企業やジャーナリズム規制権限が強化されたため、評価は低下した。侵攻の開始以来、ロシアはウクライナの人々に対してさまざまな戦争犯罪を犯しており、その侵攻はウクライナとその国民に大きな人道的影響を及ぼしている。

## ウクライナの人権の背景

### 1991年以前
ソビエト連邦の一部として、すべての人権が厳しく制限されていた。ソビエト連邦は1990年まで一党独裁制、1927年から1953年までは全体主義体制であったため、共産党員が国家機関やその他の組織のすべての主要ポストを占めていた。言論の自由は抑圧され、反対意見は処罰された。労働組合、民間企業、教会、野党政党への参加など、独立した政治活動は容認されなかった。また、特に国外への移動の自由は制限されていた。